# 双毛小煤炱
双毛小煤炱（学名：Meliola dissotidis）是属于小煤炱目小煤炱科小煤炱属的一种真菌，寄生在柏拉木属植物上。该种分布于中国、塞拉利昂。